# Hadena albifluviata
Hadena albifluviata är en fjärilsart som beskrevs av Herbert Druce 1905. Hadena albifluviata ingår i släktet Hadena och familjen nattflyn, Noctuidae. Inga underarter finns listade i Catalogue of Life.